# Alison Ramsay
Alison Ramsay (16. travnja 1959.) je bivša škotska igračica hokeja na travi. 
Bila je članicom postave Uj. Kraljevstva koje je osvojilo broncu na OI 1992. u Barceloni.
U svijetu hokejašica na travi, Alison Ramsay je igračica se jednim od najvećeg broja sudjelovanja na utakmicama za svoju izabranu vrstu - preko 250 nastupa za Škotsku i Ujedinjeno Kraljevstvo. Za to je nositeljica odličja Reda Britanskog Carstva (en:Member of the Order of the British Empire). 

Alsion je imala 13 godina dugu međunarodnu karijeru, prije nego što se povukla iz međunarodnih nastupa 1995. godine. Još uvijek igra za Bonagrass Grove (stanje u studenome 2007.).

Radi kao "solicitor" (vrsta pravnika/odvjetnika u Common lawu).

Nositeljica je prestižne nagrade MacRobert Thistle 1995. za njene dosege koji su je doveli na razinu jedne od najcjenjenijih hokejašica iz Škotske svih vremena.